# Интернет в Русия
Руски интернет или рунет (на руски: российский интернет) е интернет и свързаните с него онлайн руски дейности, общности и култура. Основно се използва руски език, но също и английски, както и езиците на народите на Русия (вкл. украински).
Популярни и в Русия сайтове са Google.ru, Уикипедия на руски и Туитър.

### Данни по окръзи
| Окръг или град                      | Процент |
| ----------------------------------- | ------- |
| Централен окръг (без Москва)        | 33 %    |
| град Москва                         | 64 %    |
| Южен окръг и Северо-Кавказски окръг | 30 %    |
| Северозападен окръг                 | 51 %    |
| Далекоизточен                       | 33 %    |
| Сибирски окръг                      | 30 %    |
| Уралски окръг                       | 38 %    |

По данни на сайта Internet World Stats през 2000 година руския „индекс за интернетизация“ съставлява 2,1%, а през 2007 г е 19,5%.